# Peithon
Peithon of Pithon, (Grieks: Πείθων of Πίθων) de zoon van Crateuas, was een edele uit Eordaia. Peithon was van Illyrische afkomst. Hij was bekend omdat hij een van de lijfwachten (somatophylakes) van Alexander de Grote was. Later werd hij satraap van Medië, en volgens hem was hij een van de diadochen.
Peithon was in 335 v.Chr. een van de zeven (later acht) lijfwachten van Alexander de Grote. Na Alexanders dood in 323 v.Chr. werd Peithon satraap van Medië, de strategisch belangrijke regio die alle wegen tussen het oosten en het westen van het rijk controleerde. Eigenlijk was de satrapie te groot voor één man. Peithon zou erg machtig worden, en zou zo het hele rijk kunnen destabiliseren. Daarom moest hij het noordelijke deel weggeven aan Atropates (satraap). Dit deel werd later bekend als Media Atropatene.
De soldaten die in het oostelijke deel van Alexanders rijk bleven waren boos omdat ze nu al zo lang in het buitenland waren, en ze begonnen telkens weer opstanden. De regent van het rijk, Perdikkas, zond Peithon om de opstandelingen te onderwerpen. Peithon kon zijn tegenstanders gemakkelijk verslaan en accepteerde hun capitulatie. Maar zijn mannen, die gehoopt hadden om te kunnen plunderen, slachtten hen af.
Nadat Peithon terugkeerde naar Perzië begon Perdikkas hem te wantrouwen. In de Eerste Diadochenoorlog beval Perdikkas Peithon om hem te volgen naar Egypte om tegen Ptolemaeus te vechten. Maar toen Perdikkas in 320 v.Chr. werd verslagen, vermoordden Peithon, Seleukos en Antigenes hem en begonnen te onderhandelen met zijn tegenstanders. Ptolemaeus vond dat Peithon de nieuwe regent moest worden, maar de andere diadochen zouden dit niet geaccepteerd hebben. Daarom werd Antipater de nieuwe regent.
Na de dood van Antipater breidde Peithon zijn grondgebied uit. Hij viel Parthië binnen en maakte zijn broer Eudemus de nieuwe satraap. Maar vanaf 317 v.Chr. verenigden de andere oostelijke satrapieën zich tegen Peithon en verdreven hem. De legers van deze satrapieën, waaronder contingenten uit India, gezonden door een andere Peithon, de satraap van de Indus, werden gesteund door Eumenes die aangeduid was door de nieuwe regent Polyperchon om Antigonos te verslaan. Peithon werd gered door Antigonos die zowel Eumenes als zijn bondgenoten versloeg in een slag bij Susa. In de Tweede Diadochenoorlog was Peithon een van de meest machtige diadochen in het oostelijke deel van het rijk en hij begon zijn rijk te herbouwen. Maar Antigonos vond het niet leuk dat hij een nieuwe rivaal had en misleed Peithon door hem naar zijn hof te ontbieden, waar hij hem executeerde.